# Governor Mountain
Governor Mountain är ett berg i Antarktis. Det ligger i Östantarktis. Australien gör anspråk på området. Toppen på Governor Mountain är 1 550 meter över havet, eller 317 meter över den omgivande terrängen. Bredden vid basen är 4,3 km.
Terrängen runt Governor Mountain är kuperad åt nordost, men åt sydväst är den platt. Governor Mountain är den högsta punkten i trakten. Trakten är obefolkad. Det finns inga samhällen i närheten. 